# Bernhard Kampffmeyer
Wilhelm Theodor Bernhard Kampffmeyer (* 25. Juni 1867 in Berlin; † 21. April 1942 in Bergisch Gladbach) war ein sozialistischer, mit dem Anarchismus sympathisierender Publizist und Aktivist. Zusammen mit seinem Bruder Paul Kampffmeyer engagierte er sich trotz großbürgerlicher Herkunft in der Arbeiterbewegung und war eine treibende Kraft der Gartenstadtbewegung.

## Familie
Kampffmeyer stammt aus einer großbürgerlichen Familie mit liberalen Einstellungen. Seine Eltern waren der Buchhändler und Antiquar Johann Georg Eusebius Theodor Kampffmeyer (* 14. August 1821, † 6. Juli 1888) und Marie Emilie Bertha (geborene Schmidt; * 21. Dezember 1828, † 5. Januar 1879). Er hatte mehrere Geschwister:
- Auguste Bertha Minna Kampffmeyer (* 24. November 1849, † 12. November 1910) ⚭ Karl Erich Wallroth
  - Erich Wallroth
- Anna Kampffmeyer (* 28. November 1851, † 1852).
- Martin Heinrich Theodor Kampffmeyer (* 7. Mai 1856, † 12. September 1913)
- Theodor Heinrich Otto Kampffmeyer (* 21. Juli 1858, † 16. April 1926)
- Albert Theodor Paul Kampffmeyer (* 29. November 1864, † 1. Februar 1945)

## Sozialpolitisches Engagement
Kampffmeyer war aktives Mitglied der Arbeiterbewegung und der Lebensreformbewegung. In der Volksbühne engagierte er sich für die Verbesserung der Lebensbedingungen der Arbeiterschaft und nahm in einer Reihe von Artikeln anarchistische Positionen ein. Er hatte ein sehr enges Verhältnis mit seinem älteren Bruder Paul, mit dem er die gleichen politischen Ansichten teilte und zeitweilig gemeinschaftlich in Friedrichshagen wohnte.

## Friedrichshagener Dichterkreis und Neue Gemeinschaft
Zusammen mit seinem Bruder Paul war er neben Gerhart Hauptmann, Frank Wedekind, Erich Mühsam, Fidus, den Brüdern Heinrich und Julius Hart sowie Wilhelm Bölsche und anderen aktives Mitglied im Friedrichshagener Dichterkreis. Ab 1890 war das Haus der Brüder Bernhard und Paul Kampffmeyer in Friedrichshagen einer der regelmäßigen Treffpunkte des Kreises. Wilhelm und Adele Bölsche lebten dort zeitweilig zur Miete.
Aus dem Friedrichshagener Dichterkreis ging das kurzlebige Experiment Neue Gemeinschaft hervor, in dem Kampffmeyer zusammen mit Paul Gründungsmitglied war. Die Neue Gemeinschaft wollte als alternative Lebensform Ideen des Urkommunismus und des Naturalismus sowie Ideale der Gartenstadtbewegung umsetzen.

## Gartenstadtbewegung
Für die Verbesserung der Wohn- und Lebensbedingungen der Arbeiter engagierte er sich in der im Jahr 1902 gegründeten „Deutsche-Gartenstadt-Gesellschaft“ (DGG), die aus der Neuen Gemeinschaft heraus gegründet worden war. Er war Gründungsmitglied und von 1906, nach dem Tod von Heinrich Hart, mehrere Jahre Vorsitzender der DGG. Die DGG war eine der ersten Baugenossenschaften in Deutschland, die sich den Idealen der englischen Gartenstadtbewegung verschrieben hatte. 1909 führte er eine Exkursion der DGG zusammen mit seinem Cousin Hans Kampffmeyer durch, die zu den wichtigsten Gartenstadtanlagen in England führte. Die drei „Gartenstadt-Kampffmeyer“, Bernhard, Paul und Hans, werden im Zusammenhang mit der Gartenstadtbewegung häufig verwechselt. Paul wirkte nur am Rande mit, Bernhard war eine der treibenden Kräfte und zeitweilig Geschäftsführer, und Hans war einer der Architekten, die Gartenstadtprojekte umsetzten. Auch sein Bruder Theodor war als Architekt tätig, so z. B. in Berlin die Lampenstadt mit dem Narva-Turm, dessen Arbeiten sich jedoch nicht an den Gartenstadt-Idealen orientierten.

## Publikationen (Auswahl)
Kampffmeyer veröffentlichte zahlreiche kritische Artikel in Zeitschriften wie Der Sozialist, Lichtstrahlen und anderen. Er war Mitarbeiter der Volksbühne. Viele seiner Schriften beschäftigen sich mit dem Thema Gartenstadt. Er ist ferner Übersetzer der Schriften des russischen Anarchisten Pjotr Alexejewitsch Kropotkin.
- Zur Gartenstadbewegung. In: Joseph Bloch (Hrsg.): Sozialistische Monatshefte. Band 2, Verlag der Sozialistischen Monatshefte, Berlin 1905, S. 958–966 (Textarchiv – Internet Archive).
- Die englische Gartenstadtbewegung. Berlin-Schlachtensee 1903. (Flugschrift Nr. 2).
- Gartenstadt und Landeskultur. Berlin-Schlachtensee 1906. (Flugschrift Nr. 10).
- Von der Kleinstadt zur Gartenstadt Berlin-Schlachtensee 1907. (Flugschrift Nr. 11).
- Zur Gartenstadtbewegung in Deutschland. In: Ebenezer Howard: Gartenstädte in Sicht. Eugen Diederichs, Jena 1907, S. 188–217 (Garden-citiess of to-morrow. Geleitwort von Franz Oppenheimer. Anhang von Bernhard Kampffmeyer, deutsche-digitale-bibliothek.de).
- Von der Gartenvorstadt zur Gartenstadt Vortrag, gehalten auf der 15. Generalversammlung der Deutschen Gartenstadt Gesellschaft zu Berlin, am 19. Januar 1918.

Übersetzungen
- Pjotr Alexejewitsch Kropotkin: Der Wohlstand für Alle. A. Sanftleben, Zürich 1896.
- Pjotr Alexejewitsch Kropotkin: Die Eroberung des Brotes. In: Der Syndikalist. Berlin 1919.